# Saint-Louis-du-Nord
Saint-Louis-du-Nord (Haitianisch-Kreolisch Sen Lwi dinò) ist ein Küstenort im Département Nord-Ouest von Haiti.

## Geschichte
Saint-Louis du Nord ist eine der ältesten Gemeinden Haitis. Sie wurde im 17. Jahrhundert zur Zeit der in der Region berüchtigten Seeräuber gegründet.
Englische und französische Piraten operierten von der nahegelegenen Île de la Tortue und überfielen spanische Handelsschiffe. Saint-Louis du Nord entstand, als sich französische Kolonisten von der Île de la Tortue aus auf die Hauptinsel Hispaniola aufmachten. Der französische Gouverneur der Île de la Tortue, Bertrand d’Ogeron de La Bouëre, nannte die Küstenregion nach dem Namenspatron von König Ludwig XIV, „Petit Saint-Louis“.

## Lage und Beschreibung
Saint-Louis du Nord liegt an der Nordküste Haitis zwischen Port-de-Paix im Westen und Cap-Haïtien im Osten. Die Verbindung stellt die Route Départementale 51 her.
Das Zentrum der Gemeinde beherbergt rund 36.000 Einwohner.
Es bestehen ferner die Gemeindebezirke
- Villaceau
- Bonneau
- Rivière Salée
- Desgranges
- Guichard
- Abricots

## In Saint-Louis-du-Nord geboren
- Élie Lescot (1883–1974), haitianischer Präsident
- François Gayot (1927–2010), katholischer Erzbischof
- Pierre Josué Agénor Cadet (* 1962), Politiker
- Eberline Nicolas (* 1994), Journalistin und Kinderrechtsaktivistin
- Kébert Bastien (* 1990er-Jahre), Sänger, kritischer Liedermacher und Musiker